# 防空識別區

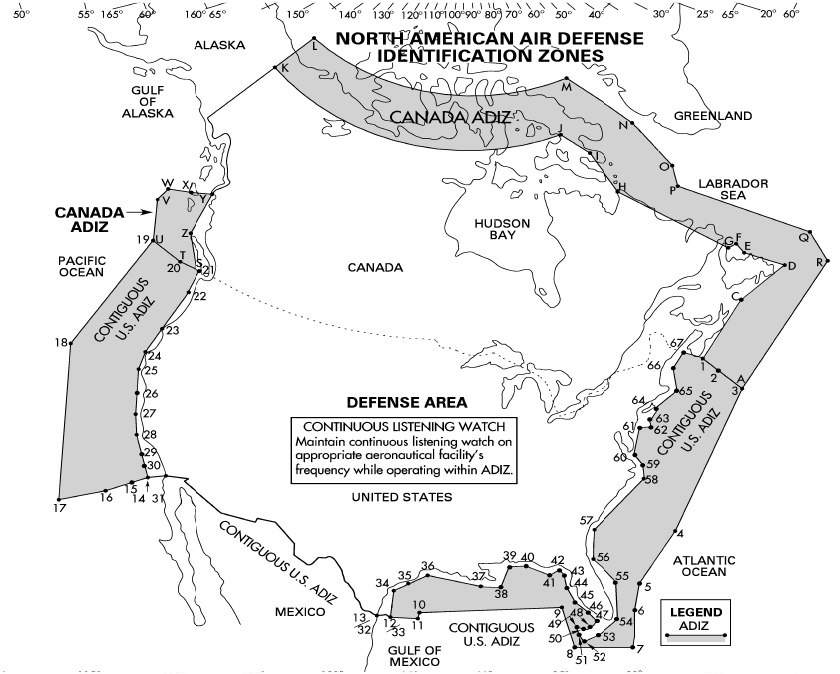
最早设立的防空识别区——美国和加拿大防空识别区

防空識別區（英語：Air Defense Identification Zone），是一國基於國家安全和空防需要，单方面所劃定的空域，以利軍方迅速定位管制。沒有國際法效力，亦无统一定义:6，其範圍大於領空。
相关概念可追溯至1930年代Gilbert Gidel提出的“空中毗连区”。1939年，美洲国家签署《巴拿马宣言》时，设立毗连公海、宽度为300至1200海里的空中安全区:6。而防空识别区的始创则是朝鲜战争爆发后，美国政府为应对可能的苏联军事威胁于1950年创制。1951年5月，加拿大设立防空识别区:6。美国主导的駐日盟軍總司令亦于同一时期，在东海为日本、韩国、中华民国、菲律宾划定防空识别区，并沿袭至今。此外，英国、挪威、印度、孟加拉國等国亦有设置。

## 性质

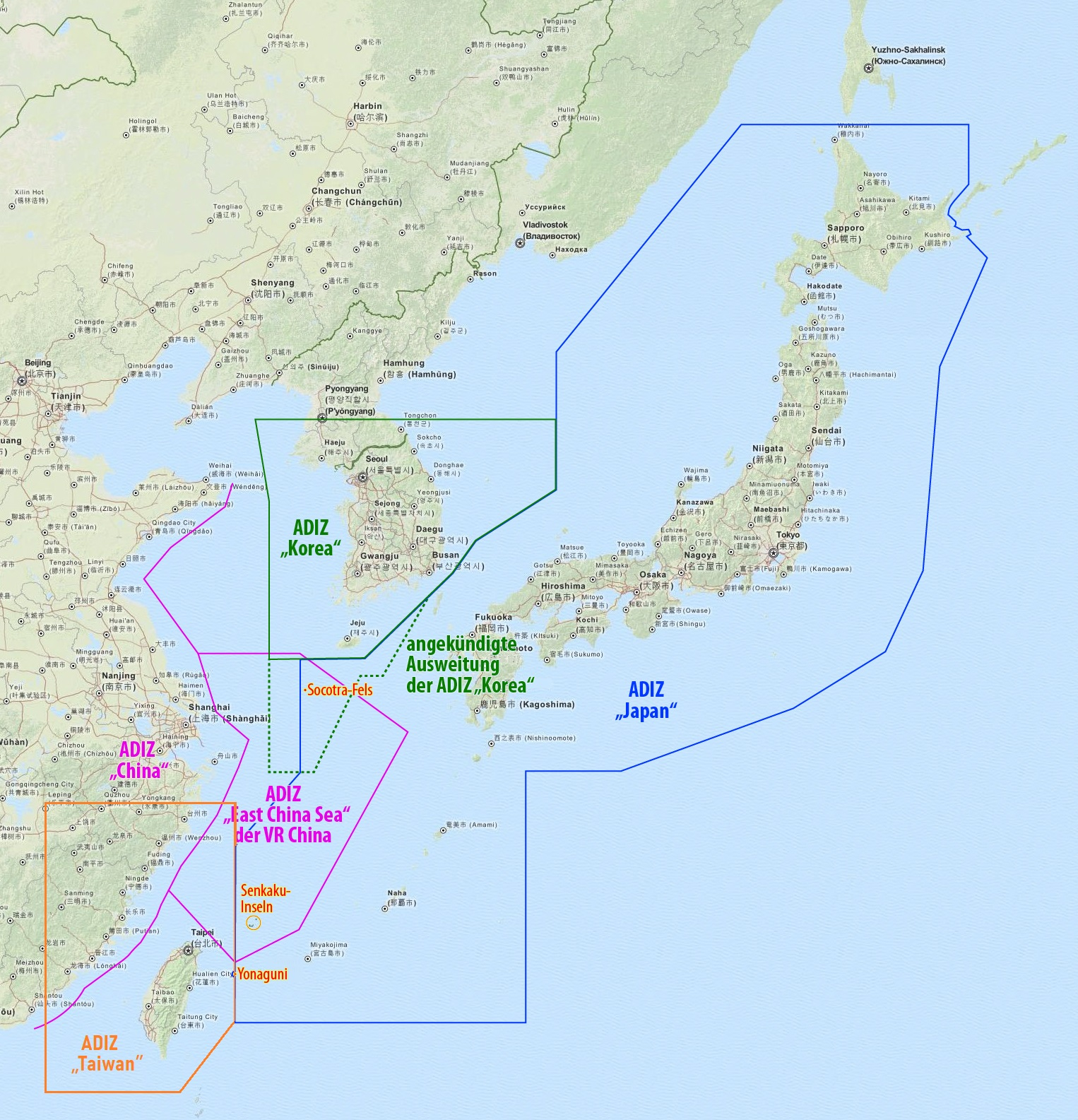
东亚各国在东海设立的防空识别区。日本、韩国、中华人民共和国與中華民國之间的防空识别区有明顯的重合部分

防空識別區與领空、飛航情報區皆不等同，所劃定的區域也不一定相同，两国或多国的防空识别区或有重叠。
各国设立防空识别区的法理依据，通常是国内法。国际法即无明确规定允许，亦无明确禁止。设立防空识别区是否符合国际法，有赞同和反对两种意见。有研究者指出，防空识别区没有领空范围扩大、领空主权向外延伸的含义。只要不违背国际法中领空之外飞行自由等原则，“设立防空识别区就应当被认为是与国际法相容的”:6—7。

## 日常处理
飛行器若是進入某國防空識別區內，需要進行識別、告知動作。该國則判斷飛行器有無攻擊、危險性質，若無危險性且停留時間短，則會進行勸告、了解動作；若是停留時間長，則有可能驅離。一般而言，一国对飞行器的定位、监视和管制，是在飞行器进入该国防空识别区之后，而非之前。
飛行器進入防空識別區后，所在国会有多种措施处理。有作者归纳为两类六种：
一、非強制措施：
（一）提交飛行計畫與身分告知
（二）遠距監控
二、強制措施：
（一）強制干擾
（二）嚇阻攔截
（三）警告射擊
（四）武器擊落
在飞行器进入该国领空前，无权迫降、击落該飞行器，否则将严重违反国际法。对民用飞行器使用武器亦是禁止的。

## 美国

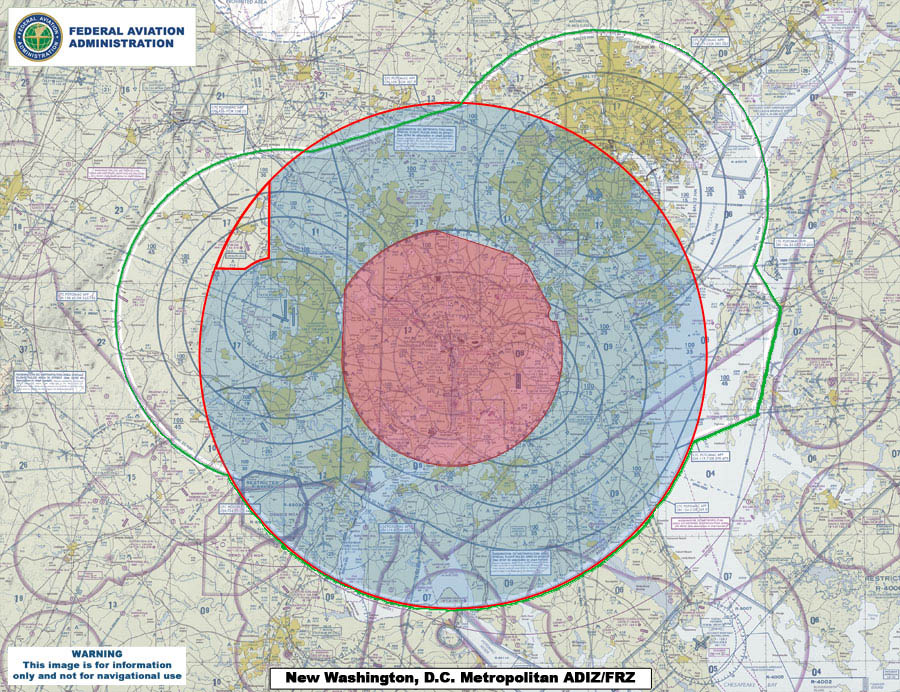
美國劃定的華盛頓特區防空識別區

1950年代初，美国认为来自苏联的战略轰炸机对北美大陆构成威胁，遂和加拿大创立了由5个区域组成的防空识别区。是为最早的防空识别区。由美国民用航空局（US Civil Aeronautics Administration）依据1950年12月22日颁发的第10197号总统行政命令设立。1951年5月12日，加拿大防空识别区设立。1958年，美国将1938年《民用航空法》修订为《联邦航空法》。防空识别区定义：“从地球陆地或水域的表面向上延伸的划定空域，在该划定空域内，为了国家安全，要求对民用航空器能立即识别、定位和管制”。防空识别区被分为三类：1.沿海防空识别区（Coastal ADIZ）；2.国内防空识别区（Domestic ADIZ）；3.远距离预警识别区（Distant Early Warning Identification Zones）:6。
目前，美国共有北美防空识别区、阿拉斯加防空识别区、夏威夷防空识别区、关岛防空识别区和911事件后设立的华盛顿特区防空识别区等数个防空识别区:6。

## 日本
1950年，美国主导的駐日盟軍總司令为应对苏联和新成立的中华人民共和国，在东海划定日本、韩国、中华民国（台湾）、菲律宾防空识别区。四者最初是密合的。与其它三国一样，日本在日后延续了这一设定。1959年，美国第五航空队司令Robert Burns与日本航空总队司令松前签订协议，将东海的日本防空识别区移交给日本。
1969年，日本防卫厅自行划设防空识别区。日本根据其狭长的地理形状划设防空识别区，防空识别区距其海岸线最远达800公里，范围覆盖了其领空、领海及专属经济区，西南边邊線距离中国浙江海岸约130公里，西北边線距离俄罗斯海岸不足50公里。为便于目标识别和空域管制，日本又将防空识别区细分为北、中、西、西南四个防空识别分区，分别由航空自衛隊的北部航空方面队、中部航空方面队、西部航空方面队及西南航空方面隊负责。
日本航空自卫队和海上自卫队透過大范围的海空立体巡视空间對識別區进行管控，过程中也造成与邻国的不少摩擦。以2012年为例，日本针对中国飞机所实施的緊急升空达到150多次，而针对俄罗斯飞机的紧急升空超过250次。
2010年6月，日本把与那国岛附近的防空识别圈向西方扩张時，曾受到台湾方面的反对。日本划设的防空识别区跨越东海中间线，将东海油气田涵盖其中，並覆盖了苏岩礁和钓鱼台列嶼。中俄兩国未有承认日本的防空识别区。近年中国战机多次频繁進入日本防空识别区，日本外务省已多次向中方抗議。

## 中華民國
1951年，美国远东驻军司令部划定了中华民国、日本、韩国的防空识别区。中华民国防空识别区为五边形，可视为缺少右下角的长方形。有观点认为，选择这一形状，是为减少对日本和东南亚之间美军航线的飞行影响。
中华民国防空识别区界线最北、最西的交汇点（东经117.30，北纬29.00）在中华人民共和国的江西省景德镇市境内，故中华人民共和国实际管辖的江西、浙江、福建皆被包括在内。1950年代，在美国和中华民国军事实力优于中华人民共和国的情况下。中华人民共和国的空军被限缩于中国大陆本土之上，中国人民解放军战机不得出海。中华民国实际控制台湾海峡，并可进出中国大陆本土进行侦察任务。1999年兩國論危機發生，解放军軍機大舉出海，甚至直衝海峽中線，引發高度緊張。中華民國在美國的要求下，中華民國空軍的活動範圍被限縮在海峽中線以東，從此之後，兩岸的空中勢力範圍，就由中國大陸海岸線退到海峽中線，中华民国丧失海峡中线以西空域的控制权。中华民国国军为防备中华人民共和国，在中线以东与台湾西部海岸线间画设R-8、R-9、R-11等数个禁航区。空军在此区域执行空中巡逻。
中华民国防空识别区界线： 
| No. | 东经   | 北纬  |
| --- | ------ | ----- |
| 1.  | 123.00 | 29.00 |
| 2.  | 123.00 | 23.00 |
| 3   | 121.30 | 21.00 |
| 4.  | 117.30 | 21.00 |
| 5.  | 117.30 | 29.00 |

## 中華人民共和國
2013年11月23日，中華人民共和國宣布在東海設立防空識別區，覆蓋大部份東海海域，要求在區域內航行的航空器得向中華人民共和國通報飛行計劃，对不配合识别或拒不服从指令的航空器，中國人民解放軍「將採取防禦性緊急處置措施」。
中華人民共和國稱其為對日本在2013年5月在其方向擴張防空識别圈的反制。東海防空識別區與部分日本、部份韓國及部分中華民國(台灣)的防空識別區有重疊，且涵盖了中韩争议的苏岩礁和中日争议的钓鱼岛。中國人民解放軍空軍同日派出兩架大型偵察機到釣魚島附近上空巡邏。
在中華人民共和國公佈識別區後，美国、日本、韩国及菲律賓均對其主張不予承認，澳洲和多個歐盟国家亦认为此举将加剧紧张局势。美国曾派出B52轰炸机進入中華人民共和国劃定的防空识别区飞行，而日本也派F-15J軍機跟進，此举被媒体视作对中華人民共和国的警告和反制。中華人民共和国外交部批評日本是在「到處煽風點火」、「只許自己放火，不准別人點燈」，做法「毫無道理，別有用心。」，並要求美、日停止對於中國不負責任的指控。日本防衛省回應指「中国单方面的做法是国际社会不能允许的。」澳洲反對改變東海現狀的任何強制性或單方面行為，不承認中國大陸劃設的東海防空識別區，並曾召見中國大陸駐澳大使。歐盟和法國認為中華人民共和國的聲明將加劇地區緊張局勢的因素，此舉無益於解決歧見，呼籲各方冷靜克制。菲律宾认为中国大陸损害国际领空航行自由并破坏民航安全，除拒绝承认空识区之外，亦擔心中國大陸進一步設下南海防空識別區。韓國國防部指防識區乃中國大陸單方面劃定，韓國飛機經過離於島（中國大陸稱蘇岩礁）上空時將不會向中方通報，且將擴大韓國防空識別區，涵蓋離於島以因應中國大陸日前劃定東海航空識別區與韓方出現重疊的問題。中華民國則重申「享有釣魚台列嶼主權，國防部在中華民國防空識別區之內所進行的演習跟訓練活動照常進行不受影響，並將透過管道向大陸當局表達嚴正的立場。」
《日本经济新闻》报道认为中華人民共和国设立防空识别区可能是因为对抗日美的制空权和阻止日美对中国大陸的监视活动。日美近年来在东海不断加强对中国人民解放军队的监视。自2012年12月解放軍军机进入日本主张的领空后，日本派遣搭载远程雷达的E2C预警机对这一地区的监视也趋于常态化，而美军派出的EP3电子侦察机和“全球鹰”无人侦察机则屡屡飞到靠近中華人民共和国沿岸的地方收集情报。